# Lepila u grafičkoj industriji
Lepila u grafičkoj industriji su čiste supstance ili smeše koje se zbog svoje osobine adhezije koriste za slepljivanje materijala kao što su papir ili polimeri.

## Definicija lepila
Lepila su čiste supstance ili smeše supstanci organskog ili neorganskog porekla koje su pogodne za spajanje predmeta napravljenih od istih ili različitih materijala. Ona omogućavaju čvrstu i trajnu vezu između slepljenih predmeta pri čemu ne menjaju oblik i osobine materijala koji se lepe.

## Osobine lepila
Supstance koje se koriste kao lepila moraju da imaju izraženu adheziju prema materijalima koje spajaju, ali i koheziju i hemijsku i termičku stabilnost da bi veza koju stvaraju bila kvalitetna.

## Podela lepila
Lepila koja se koriste u grafičkoj industriji dele se na:
- lepila u užem smislu
- veziva

Lepila u užem smislu se koriste za povezivanje predmeta sa obrađenim površinama.
Veziva se koriste za povezivanje predmeta nepravilnog oblika čije površine nisu prethodno obrađene.

### Lepila u užem smislu
Lepila u užem smislu mogu se podeliti prema sledećim kriterijumima:
- poreklu
- temperaturi primene
- oblasti primene.[1]

## Teorija lepljenja
Pri kontaktu lepila i predmeta koji se slepljuju dolazi do privlačenja molekula lepila i molekula u površinskom sloju predmeta. Sile privlačenja između različitih vrsta molekula su adhezione sile. Vezivanje lepila za površinu predmeta je rezultat specifične i mehaničke adhezije.

## Proces lepljenja
Ovaj proces se sastoji iz četiri faze:
1. priprema lepila za nanošenje
2. priprema površina predmeta koji se slepljuju
3. nanošenje lepila na površine
4. spajanje površina na koje je naneto lepilo.[2]

## Primena lepila u grafičkoj industriji
U grafičkoj industriji koriste se:
- lepila na bazi prirodnih polimera biljnog porekla
- lepila na bazi prirodnih polimera životinjskog porekla
- lepila na bazi sintetskih polimera
- termoreaktivna lepila
- termolepila.